# Prudencio Cardona
Pour les articles homonymes, voir Cardona (homonymie).
Prudencio Cardona est un boxeur colombien né le 22 décembre 1951 à Palenque de San Basilio et mort le 4 août 2019 à  Barranquilla (Colombie).

## Carrière
Passé professionnel en 1973, Prudencio Cardona devient champion du monde des poids mouches WBC le 20 mars 1982 après sa victoire par KO au premier round contre Antonio Avelar. Il est en revanche battu dès le combat suivant face à Freddy Castillo le 24 juillet 1982. Il met un terme à sa carrière de boxeur en 1992 sur un bilan de 40 victoires, 23 défaites et 1 match nul.

## Référence
1. ↑  (es) « Murió el excampeón mundial de boxeo Prudencio Cardona », sur El Tiempo, 4 août 2019 (consulté le 8 août 2019)
2. ↑  (en) Antonio Avelar vs. Prudencio Cardona (boxrec.com)